# Hraniční porucha osobnosti

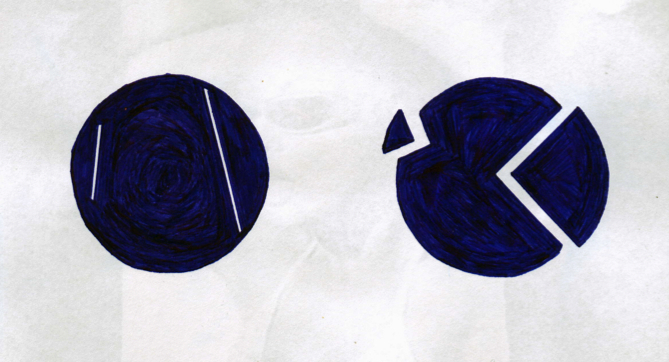
Znázornění hraničně organizované osobnosti – místo integrity ega typické pro zdravé lidi (vlevo) je zde patrné štěpení ega a projekce částí jedincova ega na druhé (vpravo) – cílem psychoterapie je dosáhnout co možná nejvyššího stupně opětovné integrity a posílení jedincova přirozeného a vrozeného ega prostřednictvím nahrazení primitivních (archaických) a vývojově méně zralých obranných mechanismů ega, jako je štěpení a projekce, vývojově zralejšími. Většinou vzniká vlivem negativních reakcí matky (nebo jiných vztahových osob) na přirozené projevy dítěte v raných vývojových stadiích, které jsou tímto dítětem vnímány nepřijatelně pro dané prostředí, a proto je buď potlačí (tj. zatlačí do nevědomí) nebo projektuje na někoho jiného ze strachu o ztrátu lásky a pozornosti vztahových osob, na kterých je v tomto věku značně závislé – vlivem dalších nebo přetrvávajících negativních životních zkušeností porucha často přetrvává i do dospělosti nebo po celý život. Úkolem psychoterapie je vystavování takto postiženého jedince korektivním zkušenostem (a to nejlépe jak individuálně ve vztahu s psychoterapeutem, tak i v podpůrné skupině stejně nebo podobně postižených jedinců), kdy si může ověřit a potvrdit, že to, jaký je přirozeně doopravdy (a co musel do této doby v sobě potlačovat nebo projektovat na druhé, aby byl ostatními důležitými vztahovými osobami přijat) a to, jak se podle toho přirozeně projevuje a chová, ostatní nevnímají negativně a v nejlepším případě vnímají i pozitivně.

Hraniční porucha osobnosti, též jako emočně nestabilní porucha osobnosti, (zkr. HPO, anglicky Borderline personality disorder) je v psychiatrii a psychoterapii jeden z typů poruchy osobnosti. Označuje se též jako hraniční typ emočně nestabilní poruchy osobnosti. V klasifikaci MKN-10 Světové zdravotnické organizace je zařazena pod kódem F60.31.

## Vznik
Jedná se o ranou (preoidipální) poruchu osobnosti (vzniká v prvních letech života), vznikající podle vývojové psychologie, orientované na hlubinnou psychologii, různými frustrujícími zážitky dítěte v dyadickém vztahu mezi dítětem a matkou (nebo jinou primární vztahovou osobou), tedy tehdy, kdy se dítě nebo poruchou postižený jedinec teprve nachází v symbolickém světě matky a zatím ještě neudělalo nebo (vlivem nepřítomnosti otce nebo jiné podobné vztahové osoby) ani nemohlo udělat krůček ke vstupu do symbolického světa otce (tedy triadického vztahu), který by se za příznivých okolností mohl vlivem příznivých zásahů otcovské postavy potenciálně rozvinout ve prospěch dítěte a rozvoje jeho pravého potenciálu a v neprospěch přehnaného, nerealistického nebo jinak pokřiveného očekávání matky nerespektující pravé já dítěte a specifika jeho normálního zdravého vývoje. Protože důležitým úkolem otcovské postavy v triadickém vztahu je nastavování hranic dítěti, rozvíjí se u dítěte nebo jedince ustrnulého v dyadické fázi právě hraniční porucha typická vnitřním chaosem, který „hraničáři“ čas od času externalizují, a neschopností jedince v pozdějším životě stanovovat si a udržovat hranice vůči vnějšímu světu. Pokud v této vývojové fázi selže i otcovská postava, lze nepříznivý vývoj případně dále vyrovnávat a kompenzovat alespoň příznivým působením a podporou pravého potenciálu a zdravého vývoje a rozvoje jedince ze strany širší rodiny, kolektivu přátel, učitelů a vychovatelů, terapeutů, partnera, známých, kolegů, nadřízených nebo jiných důležitých osob v životě jedince až do jeho smrti. Případně co nejsou schopny vykompenzovat přímo přítomné vztahové osoby v životě jedince, lze kompenzovat vlastním úsilím o seberozvoj nebo např. biblioterapií, muzikoterapií, arteterapií apod.
Vyznačuje se velmi nejasnou představou o sobě samém, svých cílech a preferencích a pohybováním se v extrémech (tj. neschopností nalézt svůj střed, své pravé vrozené bytostné já namísto vlivem nepříznivých okolností během vývoje získaného falešného já, které postižený jedinec ukazuje světu na úkor svého pravého já a které se zpravidla vytvoří vlivem přehnané snahy vyhovět přání matky, otce nebo jiných důležitých vztahových osob, případně i skupin nebo celkovému převládajícímu klimatu a očekávání ve společnosti namísto postupného rozvoje svého pravého vrozeného já a jeho potenciálu). S tím souvisí značná emoční nestálost (v jednu chvíli např. někoho milují nebo prožívají nadměrnou závislost na někom s fantaziemi o splynutí s ním a za okamžik – při známkách domnělého odmítnutí – stejnou osobu nenávidí), stejně jako nestálost vztahová, charakteristická velkým kolísáním intenzity. Člověk trpící hraniční poruchou osobnosti se ve vztahu bojí odmítnutí jakožto debaklu a až přehnaně se mu snaží vyhnout. Působí navenek silně citově prožívající a angažovaný, vnitřně však dlouhodobě prožívá pocit prázdnoty až nicoty. Vykazuje riziko sebepoškození i realizované sebevraždy.
Biopsychosociální teorie přičítají vznik hraniční poruchy osobnosti interakcím mezi vrozenou citovou zranitelností a špatným prostředím v dětství.
Podle Látalové a kol. se jedná o nejčastější poruchu osobnosti, která se objeví v psychiatrické péči. Hraniční pacienti tvoří podle studií 11 % všech ambulantních psychiatrických pacientů, 15–50 % hospitalizovaných pacientů a 30–60 % všech léčených poruch osobnosti. Asi 40–85 % pacientů s touto diagnózou se pokusí o sebevraždu a tyto pokusy jsou často opakované, riziko je až 400násobné oproti běžné populaci, kolem 10 % pacientů dokončenou sebevraždou ukončí svůj život. Hraniční porucha osobnosti postihuje asi 1,5 % běžné populace, podle Praška 2–3 % populace, přičemž častější je v poměru 2:1 u žen. S přibývajícím věkem se většinou extrémní projevy této choroby zmírňují a dochází k celkovému zlepšení i bez případné léčby.
Hraniční porucha má podobnou organizaci osobnosti jako narcistická porucha s primitivními obrannými mechanismy. Zatímco narcistická porucha je zaměřena na udržení pocitu vlastní hodnoty, grandiozity a výjimečnosti (v kladném či záporném slova smyslu), hraniční pacienti oscilují mezi splynutím s druhým a prázdnotou (hraniční porucha je ještě ranější než porucha narcistická). Pokud usilují o splynutí s druhým, snaží se ho napodobovat a přebírat jeho identitu (stát se jeho součástí, případně kopií), jinak pociťují prázdnotu a nejsou schopni pocítit a zakusit vlastní individuální identitu odlišenou od objektu svého zájmu. Místo zdravé tendence oddělit se od vztahového objektu (v rané vývojové fázi tedy nejčastěji od matky) a vybudovat si vlastní svébytnou identitu, tj. stát se „sami sebou“ a navazovat s druhými zdravé vztahy založené na autonomii osob, usilují o závislé připoutání se k objektu a případně i proměnu v „pouhou kopii někoho jiného“. Podle Bolelouckého se hraniční pacienti často jako děti snaží v rodině tlumit konflikty mezi rodiči a napravovat jejich dysfunkční vztahy, např. po hádce s otcem udělat nějak radost matce, čímž se stávají doslova obětí rodičovských konfliktů místo, aby se soustředili na seberozvoj a nenechali se zneužívat zatahováním do konfliktů, které si mají dospělé osoby vyřešit mezi sebou a netrýznit neustále napjatou, nejasnou a nejistou atmosférou ostatní, zejména nejmladší a tudíž i nejcitlivější členy rodiny. Tímto si s rodiči, kteří by naopak měli podporovat a utěšovat své děti, nedobrovolně vyměňují roli, přičemž jako děti samozřejmě nemají dostatečnou kompetenci pro její úspěšné zvládnutí. Tato patologie se v dalším životě a v dalších vztazích projevuje tak, že pacient chce raději něco udělat pro někoho jiného a tím mu udělat radost, zajistit si jeho přízeň apod., místo, aby se soustředil na vlastní seberozvoj, sebezdokonalování a dosahování vlastních cílů, optimálně za zdravé podpory nějaké dospělé rodičovské postavy, která může alespoň zčásti napravit to, v čem jeho rodiče částečně nebo úplně ve své roli selhali. U lehčí formy hraniční poruchy osobnosti se předpokládá upozadění hraničních znaků a nástup znaků zralejšího narcistního charakteru. U těžší formy hraniční poruchy se předpokládá prohloubení hraničních znaků až ke znakům s ranějším schizoidním charakterem.
Častým komunikačním projevem u hraničních pacientů projevujícím se nejen v terapii je odpověď „já nevím“ na široké spektrum otázek. Častým projevem v chování je nápadná rychlost nebo opačný extrém v podobě nápadné pomalosti, pokud propukne deprese. Osobnosti s hraniční poruchou vnitřně trpí silnými pocity zoufalství, zmatku až ztracenosti, kdy sami nevědí, kým ve skutečnosti jsou. Často nejprve jednají a pak teprve promýšlejí důsledky svých činů (jsou zbrklí) místo, aby konkrétní krok, který se chystají udělat, nejprve promysleli a až pak uvážlivěji jednali.

## Diagnostická kritéria
Diagnostická kritéria emočně nestabilní poruchy osobnosti (F60.3) jsou zde uvedena dle MKN-10, typ hraniční (F60.31, dřívější název: osobnost hraniční).
A. Nejprve musí být splněna obecná kritéria pro poruchu osobnosti a dále tři příznaky pro impulzivní typ emočně nestabilní poruchy osobnosti, kterými jsou:
- zřetelná tendence jednat neočekávaně a bez uvážení následků (což se může projevit v chování např. jako impulzivní přejídání se, opíjení se nebo omamování se jinými návykovými látkami, neuvážené navazování náhodných krátkodobých, zato intenzivních vztahů, nadměrné a neuvážené utrácení peněz, často za nepotřebné hlouposti, o které postižený rychle ztrácí zájem, nebo za věci, které si postižený ve skutečnosti nemůže dovolit, extrémně rychlé, nebezpečné a bezohledné řízení automobilu, a to např. i v protisměru nebo pod vlivem alkoholu apod.)
- zřetelná tendence k nesnášenlivému chování a ke konfliktům s ostatními, zvláště když je impulzivní konání někým přerušeno nebo kritizováno;
- sklon k výbuchům hněvu nebo zuřivosti s neschopností kontrolovat následné explozivní chování;
- obtíže se setrváním u jakékoliv činnosti, která nenabízí okamžitý zisk;
- nestálá a nevypočitatelná nálada[12]

B. Dále musí být splněny nejméně dva z následujících charakteristických znaků pro hraniční typ emočně nestabilní poruchy osobnosti, aby mohl být tento typ s určitostí diagnostikován:
- narušená a nejistá představa o sobě samém, cílech a vnitřních preferencích, včetně sexuálních;
- sklon k zaplétání se do intenzivních a nestálých vztahů, které často vedou k emočním krizím;
- přehnaná snaha vyhnout se odmítnutí;
- opakovaná nebezpečí nebo realizace sebepoškození;
- chronické pocity prázdnoty[12]

Název hraniční se používá mimo jiné také proto, že se tato nemoc z hlediska psychiatrické diagnostiky pohybuje zhruba na hranici před propuknutím psychózy, která je v psychiatrii považována za závažnější onemocnění. Člověk s hraniční poruchou osobnosti tak, na rozdíl od psychotiků (tj. např. schizofreniků), je schopen rozlišovat mezi vlastní fantazií a realitou vnějšího světa a pouze občasně může trpět méně závažnými mikropsychotickými epizodami, kdy se hranice mezi tím, co se odehrává pouze v jeho nitru a co se reálně děje ve skutečnosti, občasně stírá.
Hraničního pacienta z hlediska psychiatrické diagnostiky charakterizují tři základní představy, prostřednictvím nichž ho lze odlišit od pacientů podobného, přesto jiného, onemocnění, a to představy, že:
- „Svět je nebezpečné a nepřátelské místo.“
- „Jsem slabý a zranitelný.“
- „Jsem již od narození nevítaný.“[14]

## Terapie hraniční poruchy osobnosti

### Kognitivně-behaviorální terapie hraniční poruchy osobnosti
Jádrem hraniční poruchy osobnosti je podle M. M. Linehanové porucha regulace emocí, která je do určité míry vrozená, ale která je rozhodujícím způsobem upevněna, pokud je takto postižené dítě vystaveno působení systematicky diskvalifikujícího rodinného prostředí. V takovém rodinném prostředí je zanedbáváno přiměřené vnímání a emocionální prožívání dítěte, jeho emoční potřeby jsou devalvovány, emoční projevy nepřiměřeně trestány nebo odmítány (devalvace druhých je typická pro osoby s narcistickou poruchou osobnosti, z čehož se dá odvodit, že hraniční porucha se může vyvinout zejména u dětí narcistických rodičů – více o narcistických rodičích viz např. nebo). Netolerance vůči afektivním projevům dítěte a vlastní nekontrolované afektivní chování rodinných příslušníků, podobně jako chování, které těžké afekty provokuje, jako je fyzické nebo sexuální zneužívání, odmítání nebo naopak hyperprotektivita tento proces dále posiluje. Pro tyto rodiny jsou typické ambivalentní vzorce vztahů, blízké osoby jsou (podobně jako u Stockholmského syndromu) zároveň násilníky a ochránci (např. při přirozené snaze dítěte o separaci od primární vztahové osoby ho za každou cenu – a to třeba i násilně – udržují v závislosti na sobě (domněle ho tak podle svého názoru ochraňují před nebezpečím vnějšího světa), místo aby podporovali jeho pro danou vývojovou fázi naprosto přirozenou snahu o rozumnou míru osamostatnění nutnou pro úspěšné zvládnutí další vývojové fáze a celého dospělého života prostřednictvím poznání a porozumění vnějšímu světu mimo rámec (nukleární) rodiny. Potlačování vlastních emocí je při takových vztazích nutné pro „přežití“ dítěte.
Mezi další interpersonální vlivy mající vliv na možný rozvoj HPO patří:
- chaotické rodinné vztahy připomínající vztahy známé z „mýdlových oper“ – různé potyčky, i se zákonem, užívání drog, aféry jednoho nebo obou rodičů
- traumatické opuštění spojené s extrémním zážitkem (sexuální abúzus)
- odsouzení k samotě za to, že „jsem špatný“ po pokusu vyhnout se trestu, útěkem apod.
- přednost závislých vztahů před autonomními (úkolem terapie je pak vedení k nezávislosti a vlastní síle pacienta)[18]

Mezi typické vzorce chování u hraniční poruchy podle M. M. Linehanové patří:
- aktivní pasivita (pasivní bezmocný přístup k problémům spojený s aktivním požadavkem na pomoc u blízkých)
- „pseudo“-kompetence (na první dojem vyvolaný pocit „kompetence“ často mýlí okolí, navíc kompetence k řešení problémů v čase enormně kolísá)
- permanentní krize (neschopnost zvládat lehké krizové situace a neschopnost vrátit se na neutrální úroveň emočního fungování po odeznění krize)
- potlačovaný smutek (část negativních emocí, jako je truchlení a smutek, je potlačovaná, což neumožňuje integraci ztrát pomocí propracování smutku. Potlačovaný smutek pak vytváří frustrující pozadí při překonávání nových krizových zkušeností.)[19]

Mezi raná maladaptivní (tj. neadaptivní) schémata u hraniční poruchy osobnosti a jejich možné projevy v kognicích (kognice je souhrn operací a pochodů, jejichž prostřednictvím si člověk uvědomuje a poznává svět i sebe samého), odvozená od výše uvedených tří základních představ a diagnostických kritérií hraničních pacientů, patří:
- opuštění/ztráta (odtud odvozené kognice: „Vždy budu sám. Nikdy tady nebude nikdo pro mě.“)
- nemilovanost (odtud kognice: „Nikdo mě nebude mít rád, když pozná, jaký skutečně jsem.“)
- závislost (odtud kognice: „Sám to nezvládnu. Potřebuji někoho, kdo mě podpoří.“)
- podrobení se / ztráta individuality (odtud kognice: „Musím podrobit svá přání potřebám druhých, protože jinak mě opustí nebo zraní.“ (o podrobení si druhých většinou usilují právě narcisté typu „já jsem OK, ty nejsi OK“, tj. důsledkem narcisticky totalitní výchovy jsou často emočně nestabilní děti nebo v pozdějším životě třeba i partneři narcistů typu „já jsem OK, ty nejsi OK“)
- nedůvěra (odtud kognice: „Lidé mi ublíží, napadnou mě, budou ze mě těžit. Musím se chránit.“)
- nepřiměřená sebedisciplína (odtud kognice: „Nedokážu se kontrolovat ani být disciplinovaný.“)
- strach ze ztráty emoční kontroly (odtud kognice: „Musím kontrolovat svoje emoce, jinak by se mohlo stát něco hrozného.“)
- vina/trest (odtud kognice: „Jsem zlý člověk. Zasloužím si potrestání“ (Tato kognice může vzniknout jako důsledek opakovaného svalování viny za vlastní chyby narcistického rodiče na dítě – dítě si jeho představu, že za „vše“ může ono časem zvnitřní a považuje se v jádru za zlé a hodné potrestání, i když samo nic hrozného neprovedlo, v podstatě tak samo sebe (většinou pod nátlakem rodiče nebo aby vůbec v takové rodině přežilo) pasuje do role obětního beránka.))
- emoční deprivace (odtud kognice: „Nikdo nemůže naplnit moje potřeby. Není nikdo, kdo by byl natolik silný, aby se o mě postaral.“) (Tato kognice se projevuje jako silně prožívané zoufalství, které je podstatně zjevnější než u narcistické poruchy[21])[22]

U osob s hraniční poruchou osobnosti je patrné jádrové přesvědčení o sobě „Jsem vadný. Jsem bezmocný. Jsem zranitelný. Jsem špatný.“ Odtud si „hraničáři“ odvozují jádrové přesvědčení o druhých lidech jako „Druzí mě zradí nebo opustí. Lidem se nedá věřit.“ Z těchto přesvědčení si odvozují předpoklady jako „Kdyby to záviselo jen na mně, nepřežil bych.“, „Když budu věřit druhým, opustí mě.“, „Když budu závislý na druhých, přežiji, ale nakonec budu opuštěn.“, „Budu vždycky sama, nikdo o mě nebude stát.“, „Svět je nebezpečný, krutý a já jsem zranitelný a slabý, pro druhé nepřijatelný“ (neboli podle terminologie Thomase A. Harrise vpasování se do pozice „já nejsem OK, ty jsi OK“), „Lidé mě zradí, ublíží mi, nemůžu jim důvěřovat.“, „Sama sebe kontrolovat nedokážu, neumím se ukáznit.“, „Musím své emoce kontrolovat, jinak se něco hrozného stane. Ale nedovedu to.“, „Jsem zlá, musím být potrestaná“.
Mezi nedostatečně rozvinuté strategie u osob s hraniční poruchou osobnosti patří reciprocita, tolerance, diferenciace situací, emocí a vztahů. Mezi nadměrně rozvinuté strategie u osob s HPO patří splitting, testování okolí, vyžadování pozornosti, extrémy v chování, prudké impulzivní výlevy. Z hlediska pozornosti se selektivně zaměřují na známky nezájmu, odmítání, kritiky, nesouhlasu, nekongruentní sdělení, nejednoznačnost a míru blízkosti s druhými. Mezi nejčastější způsoby zpracování informací u „hraničářů“ patří dichotomní myšlení, amplifikace, dramatizace, kognitivní procesy jsou u nich překryty intenzivní emoční reaktivitou. Mezi typické chování u osob s HPO patří extrémy v chování (soužití s nimi připomíná „jízdu na horské dráze“).

### HPO a vztahy
Pro HPO je typické selhávání v sociálních i pracovních vztazích. Tito lidé zřídka uzavírají manželství. Vztah se osoby s HPO obvykle snaží navázat tak, že chtějí pro druhého něco významného udělat nebo vykonat. Bývají revoluční.
Jejich interpersonální vztahy bývají intenzivní, nespokojené, často velmi divoké. Mnozí se během života naučili, že extrémní emocionální projevy jsou potřebné k získání pozornosti a pomoci od druhých. Protože si nejsou jisti druhými lidmi a jejich vztahy, vytvářejí buď závislé a těsné svazky, nebo se naopak chovají distancovaně a chladně. I při dlouholetém vztahu mají problémy s chápáním partnerových pocitů a motivací. Druhé lidi prožívají buď jako dobré, nebo jako zlé. Ve vztahu s partnerem, rodiči i terapeutem se tyto póly mohou rychle střídat. Rovněž pracovní anamnéza velmi často ukazuje na těžký funkční deficit. Pracovní prostředí může být jedním z kolbišť, kde se odehrává boj za zachování vlastní identity oddělené od identity ostatních spolupracovníků. Konflikty s nadřízenými jsou na denním pořádku. Pracovní vzorce jsou charakteristické nestálostí, intentivním zaujetím s následným náhlým ukončením činnosti, nedostatkem uspokojení z práce, problémy ve vztazích.
K vyhledání terapie zpravidla nevede nestabilita ve vztazích, ale krátkodobé afektivní reakce se sebepoškozujícím chováním, suicidálními pokusy či dlouhodobé dekompenzace ve formě epizod deprese, úzkostných, somatoformních, disociativních poruch, poruchy příjmu potravy či rozvoje závislosti na návykových látkách. Často se objevuje intenzivní pronikavá a všude se vyskytující anxiozita a depresivní epizody. Mohou se také objevit krátkodobé psychotické epizody, které souvisejí s výrazným interpersonálním stresem nebo s užíváním drog.

## Hraniční porucha osobnosti v kultuře
- Podle Heinze-Petra Röhra[28] jako málokdo náladu osob s hraničním syndromem vystihl v díle Tulákova balada již v 15. století francouzský básník François Villon.[29]
- Hraniční poruchou osobnosti trpí také hlavní hrdinka autobiografického románu Sussanny Kaysenové Narušení (A Girl, Interrupted), podle kterého vznikl stejnojmenný film Narušení (1999). Hlavní hrdinku trpící syndromem v něm ztvárnila Winona Ryder.